# Đola 2006.
Đola 2006, treća po redu likovna kolonija održana 7. i 8. X. 2006. godine u Dardi, u organizaciji Pododbora Darda (Likovna radionica "Petar Dobrović) Srpskog kulturnog društva (SKD) "Prosvjeta" (Zagreb), nazvana tako po uređenom darđanskom kupalištu Đola.
Tradicija likovnog izražaja otvorenog profila održana je pod geslom umjetnost ne poznaje granice. Saziv 2006. godine, pored već viđenih slikara, okupio i jedan broj novih sudionika veoma zapaženih i interesantnih senzibiliteta. Sudjelovali su:
- Sreto Balaš (Karanac),
- Aleksandar Bjelovuk (Vinkovci),
- Velimir Čolović (Osijek,
- Đorđe Đorđević (Darda),
- Miroslav Đurđević (Osijek),
- Zoran Gaši (Novi Sad),
- Daniel Jakovljević (Osijek),
- Branko Jalovičar (Osijek),
- Teodor Jukić (Vukovar),
- Darko Jovanović (Osijek),
- Stjepan Juriša (Osijek),
- Arpad Keresteš (Kneževi Vinogradi),
- Etelka Kukurić (Darda),
- Rada Marković (Darda),
- Miroslav Odavić (Osijek),
- Ljubomir Planinc (Vukovar),
- Milan Radić (Darda),
- Davor Roso (Osijek),
- Vladimir Savić (Darda),
- Stevan Vladetić (Dalj),
- Slađana Zubić (Darda).

U likovnom pogledu treći saziv "Đola 2006" predstavlja mozaik različitih likovnih izražaja, svaki je sudionik sličan sebi, nema šablona ni matrice, a pravu ocjenu nastalog fondusa slika dat će predstojeća izložba i likovna kritika.
Koloniju su financirali: Savjet za nacionalne manjine, Osječko-baranjska županija i Vijeće srpske nacionalne manjine općine Darda.
Usp. Đola 2004., Đola 2005.